# Legend of the Galactic Heroes
Legend of the Galactic Heroes (銀河英雄伝説, Ginga Eiyū Densetsu), referida como Heldensagen vom Kosmosinsel (tradução equivocada para o alemão, significando "Contos heroicos da ilha cósmica") na sua abertura e por vezes abreviada para LOGH (銀英伝 Gin'eiden), é uma série de novels de ficção científica escritos por Yoshiki Tanaka entre 1982 e 1987. Publicado pela Tokyo Sogensha [en] entre 1982 e 1989, em 10 volumes. O primeiro livro venceu a categoria de melhor novel do ano em 1988, do prêmio japonês Seiun Award [en]. Em julho de 2015 uma adaptação oficial das novels foram anunciadas pela editora americana Viz Media. A obra já foi adaptada para diversos formatos como anime, mangá, musicais e games. Há também rumores de uma adaptação em live-action, pela produtora chinesa Jiaxuan Global Pictures.
O OVA foi produzido entre Dezembro de 1988 a Março de 1997, com lançamento direto em vídeo, sem exibição na TV, com 110 episódios no total. Com direção de Noboru Ishiguro.
Uma nova adaptação em anime com produção da Production I.G foi realizada de abril a junho de 2018, chamada de The Legend of the Galactic Heroes: Die Neue These. A primeira temporada com direção de Shunsuke Tada, foi ao com 12 episódios. A segunda temporada foi dividida em três filmes, exibidos em 2019 no Japão. E posteriormente sendo re-exibida na NHK Broadcast.
A terceira temporada também foi exibida em 3 filmes no Japão, totalizando mais 24 episódios em formato de exibição para a TV. Seu período de exibição nos cinemas japoneses foi de março a abril de 2022.

## Enredo
Há 150 anos a Aliança dos Planetas Livres e o Império Galáctico se encontram em guerra sem perspectiva de fim, da desolação da guerra surge no palco interestelar duas estrelas cujos futuros historiadores os chamariam por Heróis Galácticos. São eles, Reinhard Von Lohengramm do Império Galático e Yang Wen-li da Aliança dos Planetas Livres.
O "pivete loiro" Reinhard Von Lohengramm, um prodígio militar e Almirante do Império, tem ambições  muito além de preservar seu planeta e derrotar a Aliança. Ele busca derrubar a velha ordem da dinastia Goldenbaum e se tornar o Imperador soberano de todo o universo. Seu rival, o aspirante a historiador Yang Wen-li, busca defender e preservar o sistema democrático da Aliança, que está bem distante de seus princípios fundadores.

## Mídias

### Novels
Escritas pelo Dr. Yoshiki Tanaka em 1982 com lançamento pela Tokyo Sogensha, a história principal se desenvolve ao longo de dez volumes. Com o lançamento de mais quatro volumes, intitulados Legend of the Galactic Heroes Gaiden, que expande o universo e o passado dos personagens antecedendo à história principal, também foram adaptados para animação.

### Mangá
Existem duas adaptações em mangá, a primeira com arte de Katsumi Michihara. Que foram lançadas entre 1990 e 2000, em onze volumes e cobre os acontecimentos dos dois primeiros livros. Uma continuação em quatro volumes foi publicada entre 2006 e 2012 cobrindo os acontecimentos com mais fidelidade que o OVA, porém com algumas mudanças como o sexo de alguns personagens.
Outra adaptação em mangá foi realizada na Shueisha's Weekly Young Jump por Ryu Fujisaki em 8 de Outubro de 2015. Posteriormente transferida para a revista Ultra Jump em Fevereiro de 2020. Atualmente está vigente no Japão com mais de vinte volumes.

### Filmes
Existem três filmes sobre o Universo de LOGH. São eles: My Conquest is the Sea of Stars, Golden Wings e Overture to a New War.
O filme My Conquest is the Sea of Stars é a primeira animação baseada nas novels, lançado no Japão em 6 de fevereiro de 1988. O filme serve como pré-sequência dos eventos do OVA, lançado meses depois. Conta a história do primeiro encontro entre os protagonistas, Yang Wen-li e Reinhard von Müsel (que ainda não havia adotado o sobrenome da família Lohengramm).
Golden Wings (Ginga Eiyuu Densetsu Gaiden: Ougon no Tsubasa), foi lançado em 1992. A direção de arte segue o mangá a adaptação do mangá por Katsumi Michihara. O filme tem como foco principal mostrar a relação de Reinhard von Müsel e Siegfried Kircheis, desde a infância até os primeiros passos na hierarquia militar do Império.
Overture to a New War, foi lançado em 1993. O filme é um remake dos dois primeiros episódios do OVA. O filme desenvolve, com novas cenas, a relação de Yang Wen-li com Jessica Edwards e Jean-Robert Lapp conduzindo para a primeira batalha da série, a batalha de Astarte.

### Musicais
O universo de LOGH também foi adaptado para teatro musical no Japão ao longo dos anos. Em 2018  a nova adaptação dos novels, Die Neue These também foi adaptado para teatro musical.